# Cena misteriosa

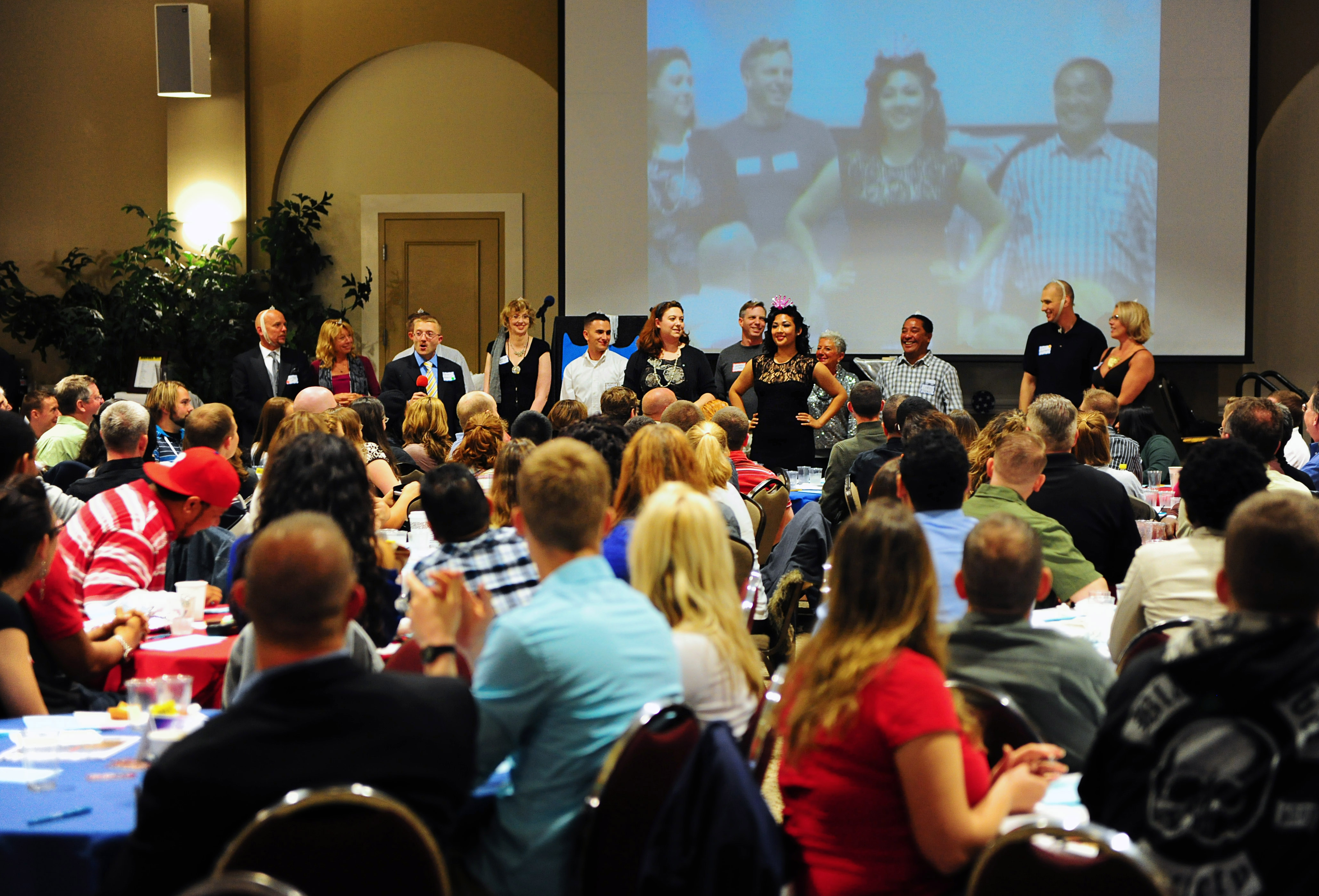
Una cena misteriosa

Una cena misteriosa es un tipo popular de cena teatro en la que la obra es una novela de misterio de asesinato y se invita a los comensales a resolver el misterio mientras comen y miran la obra. En muchas cenas misteriosas, no hay un escenario separado del área de comida; en su lugar, los actores se mezclan con los comensales y a menudo improvisan diálogos con ellos, creando una atmósfera más inmersiva.
Las cenas de misterio totalmente inmersivas son un tipo de juego de misterio de asesinato en el que los propios miembros de la audiencia desempeñan roles de personajes (a menudo sospechosos) con disfraces temáticos.Existen numerosos teatros con cenas misteriosas en todo Estados Unidos y el Reino Unido; son lugares establecidos que ofrecen espectáculos públicos. A Joy Swift se le atribuye la invención del fin de semana de misterio y asesinato, un teatro-cena interactivo que funciona sin interrupción de viernes a domingo, en un hotel de Liverpool el 30 de octubre de 1981. Se le otorgó un MBE en los Honores de Año Nuevo de 2002 por su invención.

También hay kits disponibles para "organizar tu propia cena de misterio de asesinato" en casa, así como grupos de actores que realizan (y atienden) espectáculos privados o cenas de misterio en las casas de los clientes. Es posible que algunos de estos kits no estén escritos específicamente para una cena, pero se pueden adaptar para cumplir ese propósito.